# Roots (2016)
Roots is een Amerikaanse televisieserie uit 2016 gebaseerd op de gelijknamige televisieserie uit 1977 die daarop weer gebaseerd is op de roman Roots: Wij zwarten van Alex Haley. Het werd geproduceerd met een budget van 50 miljoen. De serie ging in première 30 mei 2016 op History. Andere verwante series zijn Roots: The Next Generations, Roots: The Gift en Alex Haley's Queen.

## Verhaal
Het verhaal begint eind 18e eeuw, als de Mandinka krijger Kunta Kinte uit Juffure in de West-Afrikaanse staat Gambia het slachtoffer wordt van praktijken die leiden tot onschuldig worden gevangen genomen en als slaaf te worden verkocht aan John Waller in de Noord-Amerikaanse Kolonie Virginia om gedwongen arbeid te verrichten. Kunta komt onder de hoede van de slaaf Fiddler terecht.
In het vreemde land zal hij zich verzetten en meerdere malen een poging doen om te ontsnappen. Om ervoor te zorgen dat hij niet meer kan ontsnappen, worden al zijn tenen van zijn rechtervoet afgehakt. Als de Verenigde Staten onafhankelijk wordt van het Koninkrijk Groot-Brittannië, trouwt Kunta met de slavin Belle. Samen krijgen ze een dochter die Kizzy wordt genoemd. Kizzy leert in het geheim lezen en als jonge vrouw wordt ze verliefd op de jonge slaaf Noah. Als ze zich bezighouden met een ontsnappingspoging, wordt Noah doodgeschoten en Kizzy doorverkocht aan Tom Lea in North Carolina. Dezelfde avond wordt ze door hem verkracht en negen maanden later krijgt ze een zoon die ze de naam George geeft.
Op jonge leeftijd wordt George het hulpje van slaaf Mingo die voor Tom Lea zich bezighoudt met hanengevechten. George wordt ook een ervaren hanenmeester voor Tom Lea en krijgt de bijnaam Chicken George. Als George een jonge man is, trouwt hij met de slavin Matilda en krijgen een aantal kinderen, waaronder Tom genoemd naar zijn meester. George wil zijn vrijheid kopen met geld dat hij verdient met de hanengevechten. Als Tom Lea hier aan mee lijkt te werken, wordt George door een verloren weddenschap aan de schuldeiser meegegeven, die ermee naar Engeland vertrekt voor hanengevechten daar.
Na jaren trouwe dienst daar keert George tijdens de Amerikaanse Burgeroorlog terug naar de Verenigde Staten om Matilda en de kinderen weer te zien. Daar ontdekt hij dat ze in handen zijn van een nieuwe meester, Benjamin Murray. De kinderen van George zijn inmiddels groot geworden en zoon Tom is getrouwd met de slavin Irene die in verwachting is van hun eerste kind. Om ervoor te zorgen dat zijn familie ook in vrijheid komt, sluit hij zich aan bij het leger van Noordelijke Staten. Na de Amerikaanse Burgeroorlog wordt de slavernij afgeschaft en trekt George met zijn familie weg bij Murray. Tom en Irenes eerste kind Cynthia wordt geboren die later de grootmoeder wordt van de schrijver van het verhaal, Alex Haley.

## Rolverdeling
- Malachi Kirby als Kunta Kinte
- Nokuthula Ledwaba als Binta Kinte
- Emayatzy Corinealdi als Belle
- Forest Whitaker als Fiddler
- Anika Noni Rose als Kizzy
- Regé-Jean Page als Chicken George
- Erica Tazel als Matilda
- James Purefoy als John Waller
- Katie McGuinness als Elizabeth Waller
- Matthew Goode als Dr. William Waller
- Jonathan Rhys Meyers als Tom Lea
- Shannon Lucio als Patricia Lea
- Chad Coleman als Mingo
- Tony Curran als Connelly
- Babs Olusanmokun als Omoro Kinte
- Derek Luke als Silla Ba Dibba
- Sedale Threatt Jr. als Tom
- Carlacia Grant als Irene
- T.I. als Cyrus
- Wayne Pére als Benjamin Murray
- Lane Garrison als Frederick Murray
- Mandela Van Peebles als Noah
- Laurence Fishburne als Alex Haley (voice-over)

## Afleveringen
| Afleveringen | Datum op History | Datum op RTL 4    |
| ------------ | ---------------- | ----------------- |
| Aflevering 1 | 30 mei 2016      | 4 september 2016  |
| Aflevering 2 | 31 mei 2016      | 11 september 2016 |
| Aflevering 3 | 1 juni 2016      | 18 september 2016 |
| Aflevering 4 | 2 juni 2016      | 25 september 2016 |